# Gymnosoma nitens
Gymnosoma nitens là một loài ruồi trong họ Tachinidae.